# Гарза, Майкл
Майкл Гарза (англ. Michael Garza; род. 1 февраля 2000, Техас) — американский актёр. Его самые заметные роли — это главная роль в фильме «Страшные истории для рассказа в темноте» (2019) в роли Рамона Моралеса, а также появление в «Голодных играх: Сойка-пересмешница. Часть 1» (2014) в роли Эдди.

## Биография
Родился 1 февраля 2000 года в Техасе и имеет мексиканские и французские корни.
Гарза дебютировал на экране в фильме 2014 года «Голодные игры: Сойка-пересмешница. Часть 1» в роли Эдди. В 2016 году он начал постоянную роль Фрэнка Армстронга во втором сезоне сериала FOX «Заблудшие сосны» (2016). В 2018 году появился в сериале NBC Вне времени и «Энджи Трайбека» на телеканале TBS. В 2019 году был объявлен главной ролью Рамона Моралеса в фильме 2019 года «Страшные истории для рассказа в темноте» с Зои Коллетти и Дином Норрисом. В 2020 году снялся в роли Майло Гарнера в сериале FOX 9-1-1.

## Фильмография

### Фильм
| Год  | Название                                   | Роль          | Примечания                                 |
| ---- | ------------------------------------------ | ------------- | ------------------------------------------ |
| 2014 | Голодные игры: Сойка-пересмешница. Часть 1 | Эдди          |                                            |
| 2019 | Страшные истории для рассказа в темноте    | Рамон Моралес |                                            |
| TBA  | Страшные истории для рассказа в темноте 2  | Рамон Моралес |                                            |
| 2023 | Догмен                                     | Хуан          | Недавно анонсированный фильм Люка Бессона. |

### Телевидение
| Год  | Название                   | Роль             | Примечания                                 |
| ---- | -------------------------- | ---------------- | ------------------------------------------ |
| 2016 | Сосны                      | Фрэнк Армстронг  | 7 эпизодов                                 |
| 2018 | Вне времени                | Марк             | Эпизод: «День, когда Рейган был застрелен» |
| 2018 | Энджи Трайбека             | Подростки        | Эпизод: «Идеальный сбой»                   |
| 2020 | 9-1-1                      | Майло Гарнер     | Эпизод: «Что дальше?»                      |
| 2023 | Квантовый скачок           | Камило Диас      | Эпизод: «Бен Сонг в защиту»                |
| 2023 | Морская полиция: Спецотдел | Реймундо Де Леон | Эпизод: «Чёрное небо»                      |
| 2023 | Хитрости                   | Сайлас           | 3 эпизода                                  |